# Libythea conjuncta
Libythea conjuncta är en fjärilsart som beskrevs av Karl Schawerda 1924. Libythea conjuncta ingår i släktet Libythea och familjen praktfjärilar. Inga underarter finns listade i Catalogue of Life.